# Guillaume Latour
Guillaume Latour est un violoniste français, né le 15 mars 1981 aux Lilas. 

## Biographie
Guillaume Latour commence l’étude du violon à 7 ans à l’école de musique de Bayonne, puis au conservatoire national de région de Bordeaux avec le professeur Micheline Lefebvre. En 1999, il intègre le Conservatoire national supérieur de musique et de danse de Paris dans la classe d’Olivier Charlier. Il étudie en parallèle l’analyse musicale, la composition et la direction d’orchestre.
Entre 2006 et 2012, il occupe le poste de violon solo à l’Opéra de Toulon puis devient membre du quatuor Diotima. Au cours de cette même période sa carrière internationale s'accélère, il donne dès lors une centaine de concerts par an dans toute l’Europe, aux États-Unis, en Asie, en Amérique de Sud et en Afrique du Nord. 
Ses collaborations avec des compositeurs actuels sont nombreuses. Il crée des pièces et collabore avec Gérard Pesson, Alberto Posadas, Helmuth Lachenmann, Pierre Boulez, Brian Ferneyhough, Georg Friedrich Haas.
En 2014, il décide de quitter le quatuor Diotima pour se consacrer à des projets artistiques personnels et à sa carrière de soliste et de chambriste. Il remplace temporairement dans le Quatuor Voce ainsi que dans le Quatuor Ardeo.
Guillaume Latour s’est produit en soliste ou en musique de chambre dans les salles les plus prestigieuses : Philharmonie de Berlin, Suntory Hall à Tokyo, Forbidden City Hall à Pékin, Wigmore Hall à Londres, Teatro Nacional de Madrid, Teatro Colon à Buenos Aires, Library of Congress à Washington, Philharmonie de Paris, Concertgebouw Amsterdam…
En 2017, après des années de collaborations, concerts et tournées, il crée avec le violoncelliste et batteur Pierre-François Dufour, alias Titi, le duo VV.
Guillaume Latour a interprété des concertos en soliste, accompagné entre autres par les orchestres suivants : Orchestre Colonne, Orchestre philharmonique du Liban, Orchestre des Pays de Savoie, Orchestre Philharmonique du Maroc, Orchestre régional Bayonne-Côte basque, l’Opéra de Toulon.
Il joue sur un violon de Jean-Baptiste Vuillaume de 1830.

## Discographie
- 2013 : Schubert, quintette à 2 violoncelles - Quatuor Diotima, Anne Gastinel (Naïve)
- 2014 : Paris (Titre : La Parisienne) - Zaz (Play on)
- 2015 : Livre pour quatuor revisé[7] – Pierre Boulez, Quatuor Diotima (Megadisc)
- 2016 : A Présent - Vincent Delerm (Tot ou Tard)
- 2016 : Coffret 5 CDs : Schönberg / Berg / Webern – Quatuor Diotima (Naïve)
- 2016 : Autour de Chet[8] (Titre : My Funny Valentine) (Verve)

### Musiques de films
- 2016 : Un homme à la hauteur – Titre Freed from desire
- 2017 : Maryline – Titre Cette blessure (Universal)
- 2017 : Gauguin : Voyage de Tahiti
- 2020 : Une barque sur l'océan

## Prix et récompenses

### Récompenses Discographiques
- « Choc Classica » 2015 pour le disque Livre quatuor revisé – Pierre Boulez, Quatuor Diotima (2015, Megadisc)
- « ffff » Télérama[9] pour le disque Livre quatuor revisé – Pierre Boulez, Quatuor Diotima (2015, Megadisc)
- « Coup de cœur » de l’académie Charles Cros pour le disque Livre quatuor revisé – Pierre Boulez, Quatuor Diotima (2015, Megadisc)

### Concours Internationaux

#### En solo
- Premier prix du concours international du Maroc
- Premier prix du concours pour jeunes violonistes Radio France « Royaume de la Musique »
- Prix Zulawski

#### En duo/trio
- Prix ProMusicis[10] (avec la pianiste Célimène Daudet)
- Deuxième prix du concours international Charles Hennin (en trio avec Pierre-François Dufour et Véronique Goudin)
- Premier prix du concours international Pianello Val Tidone (en trio avec Pierre-François Dufour et Véronique Goudin)